# Dolichomitus splendidus
Dolichomitus splendidus är en stekelart som beskrevs av Mao-Ling Sheng 2002. Dolichomitus splendidus ingår i släktet Dolichomitus och familjen brokparasitsteklar. Inga underarter finns listade i Catalogue of Life.